# Gyöngyösi zsinagóga
A Gyöngyösi zsinagóga egy nagy méretű zsidó vallási építmény.

## Története
A nagyméretű, kupolás zsinagóga 1930-ban épült Baumhorn Lipót és veje, Somogyi György tervei szerint középkori európai és keleti elemekkel díszített eklektikus stílusban. A nagyméretü épület a 21. század elejére erőteljesen leromlott, felújítása napjainkban zajlik. Vallási funkciót már nem tölt be, helyette az elképzelések szerint kulturális programok színterének fog szolgálni a jövőben.

## Képtár

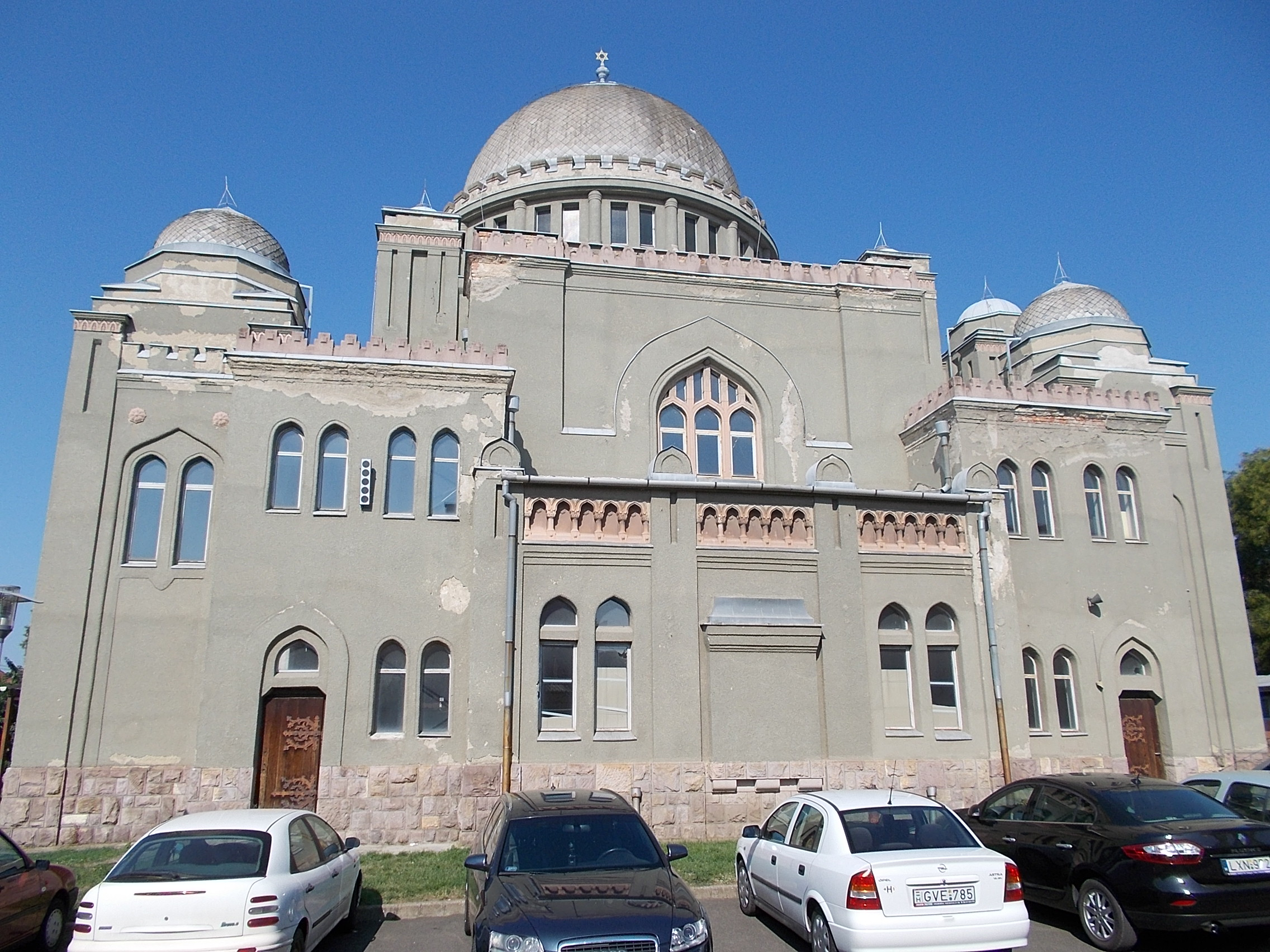
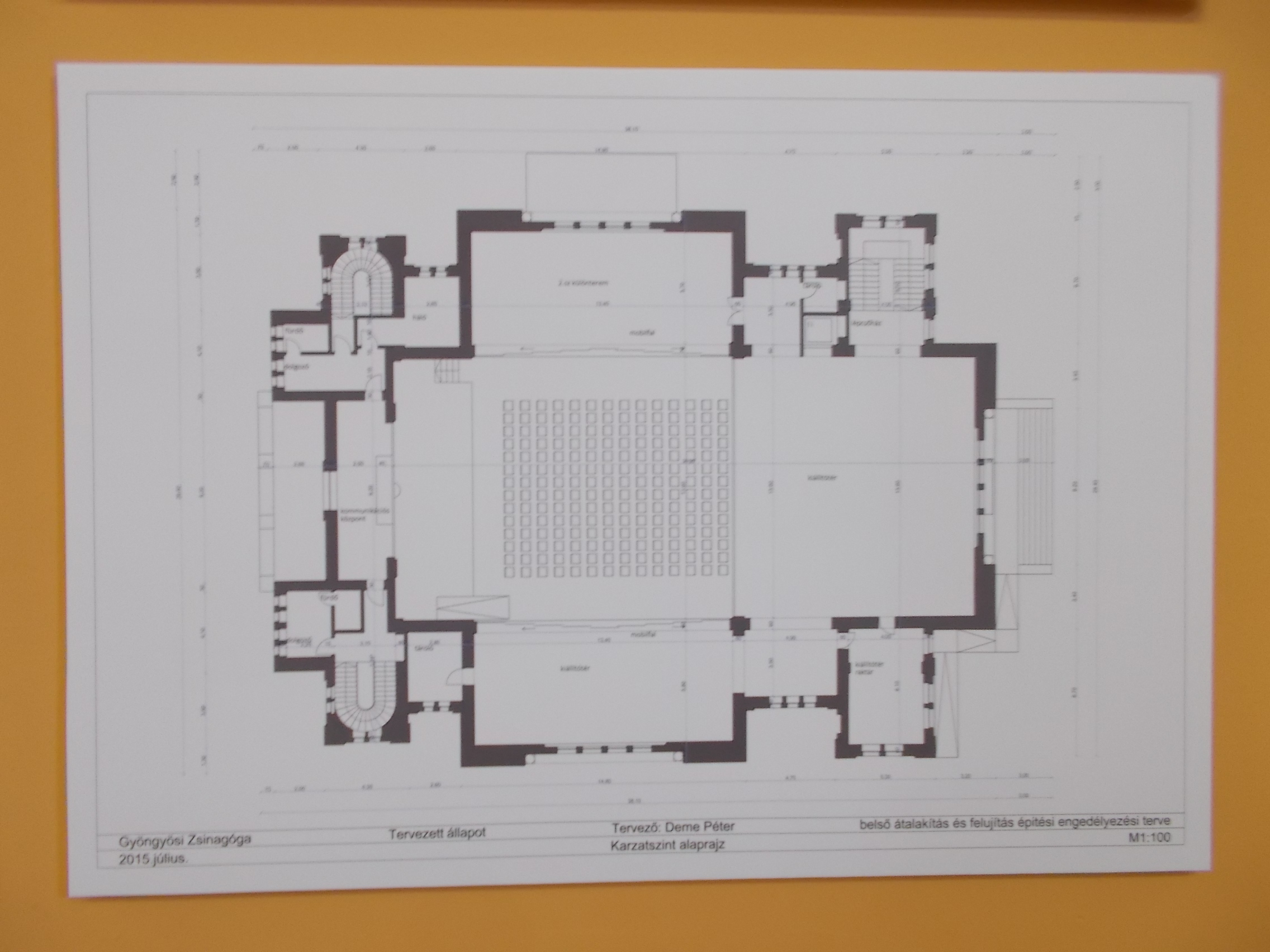
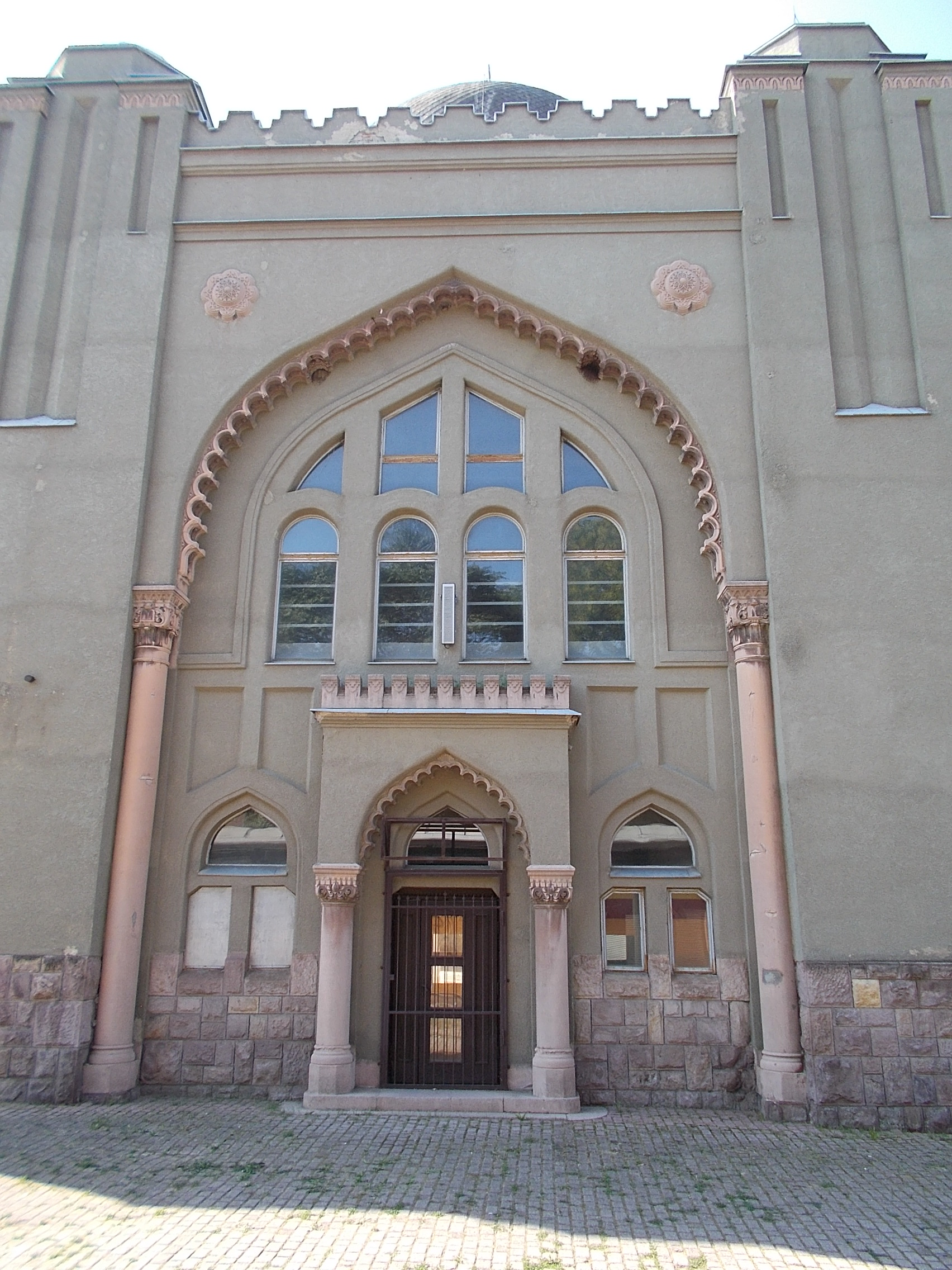
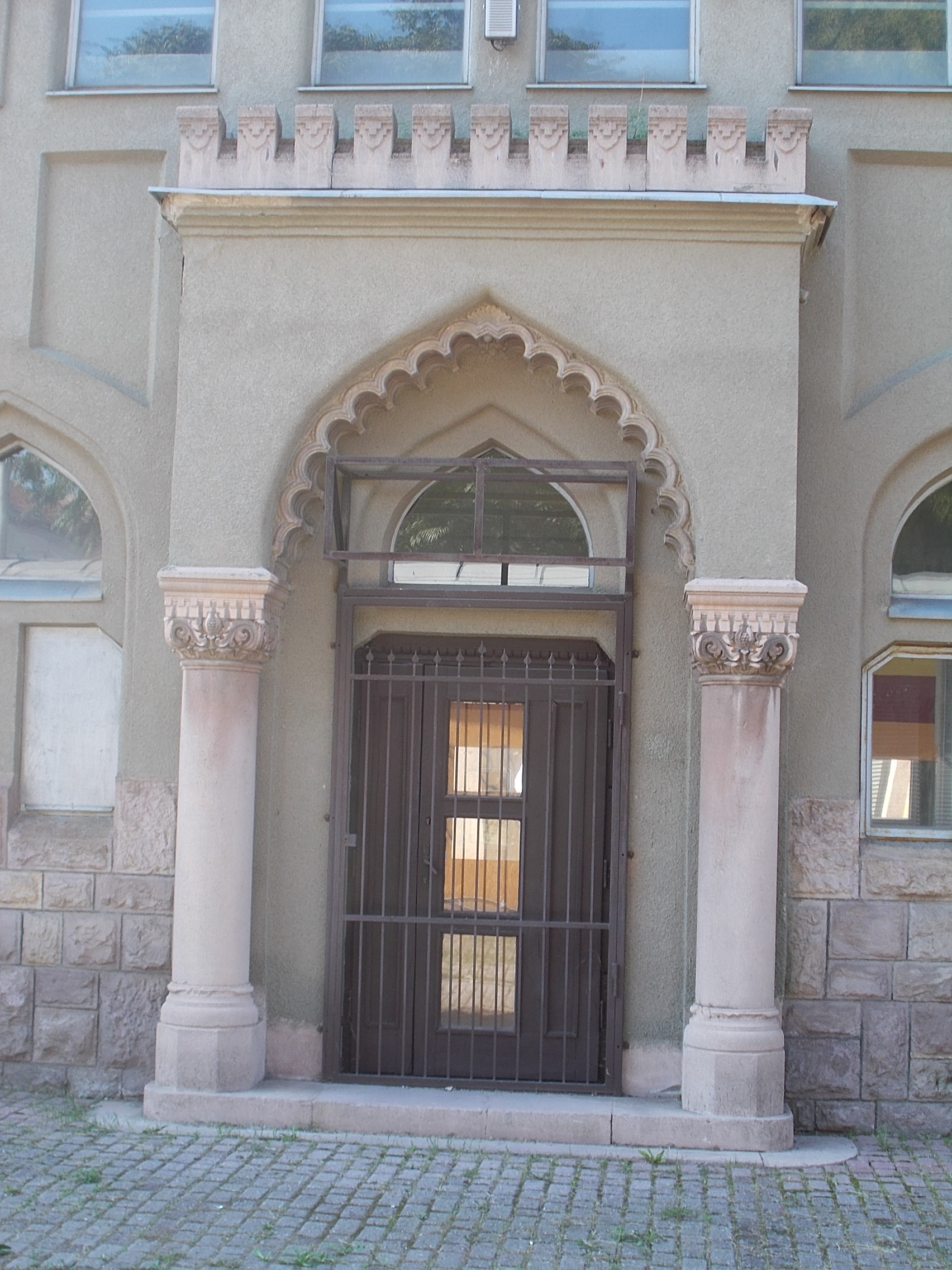
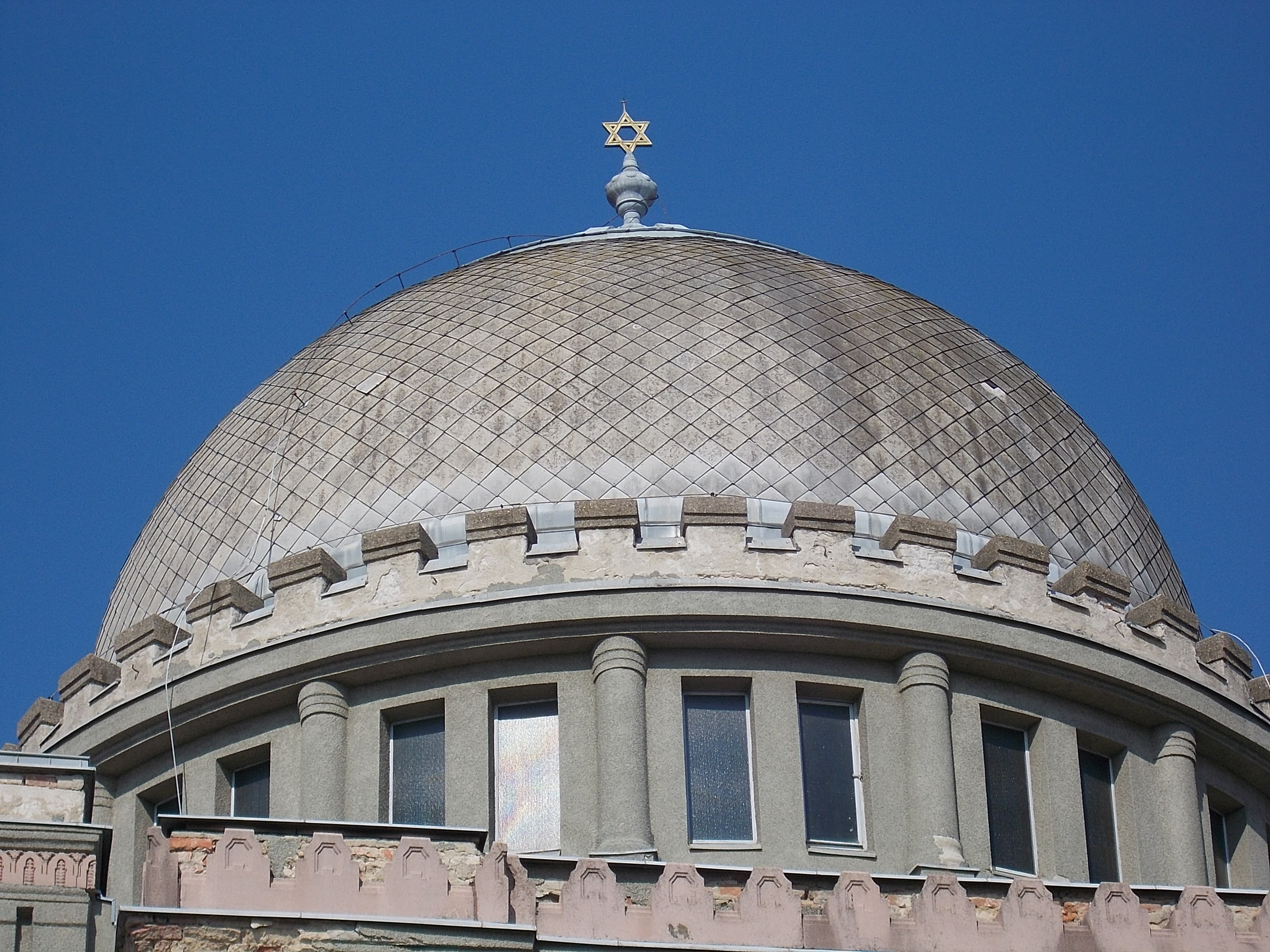
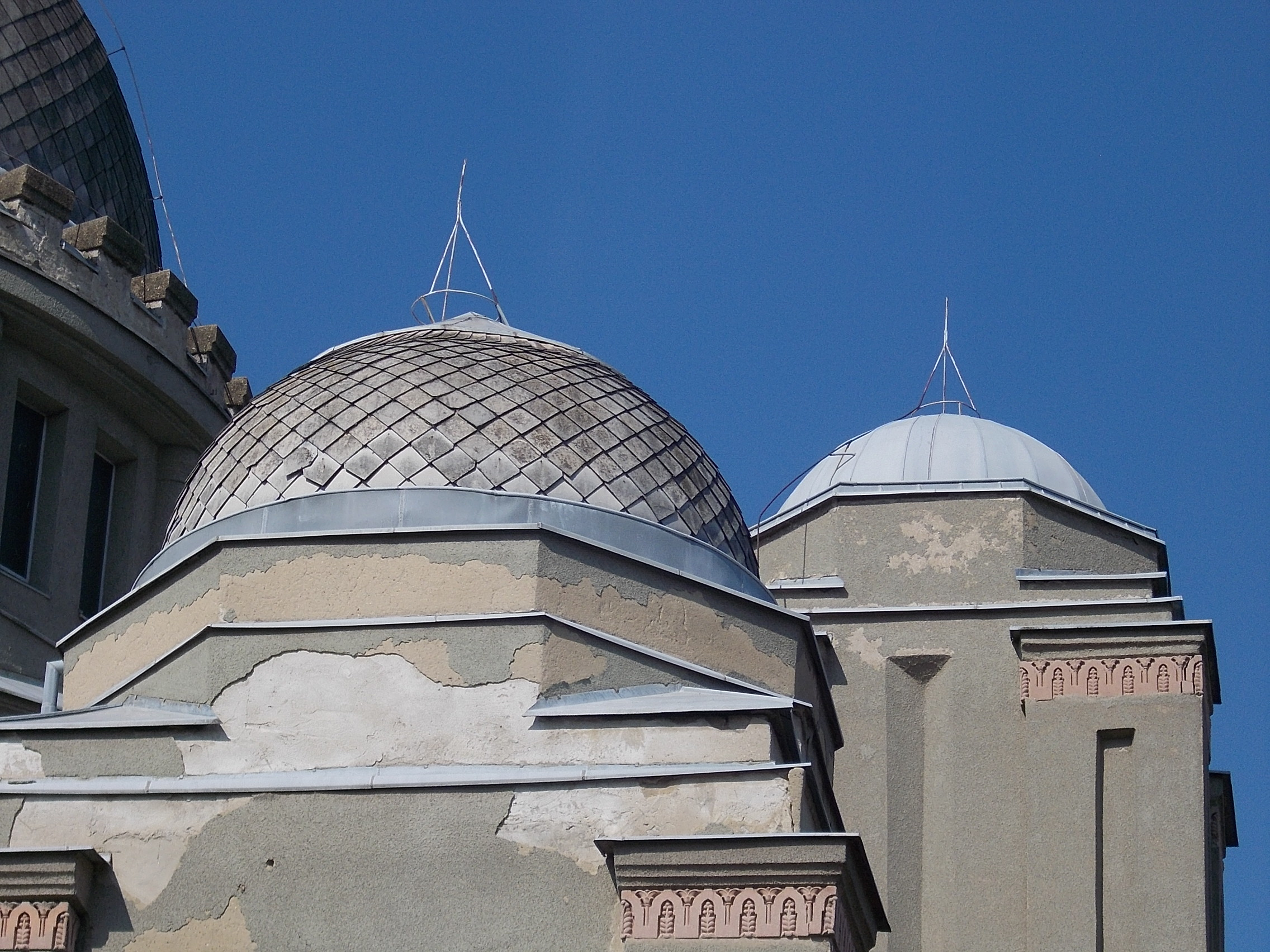
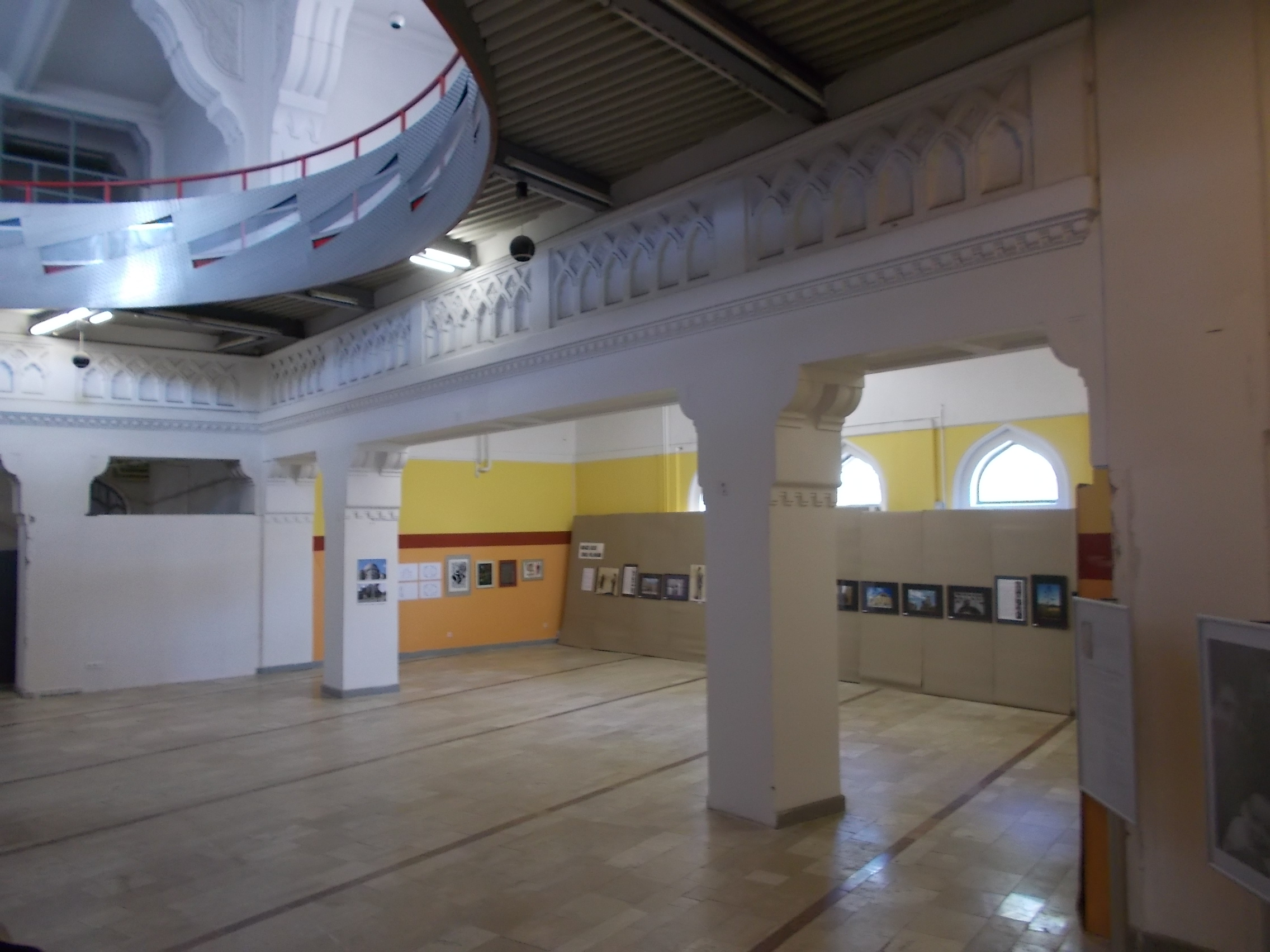
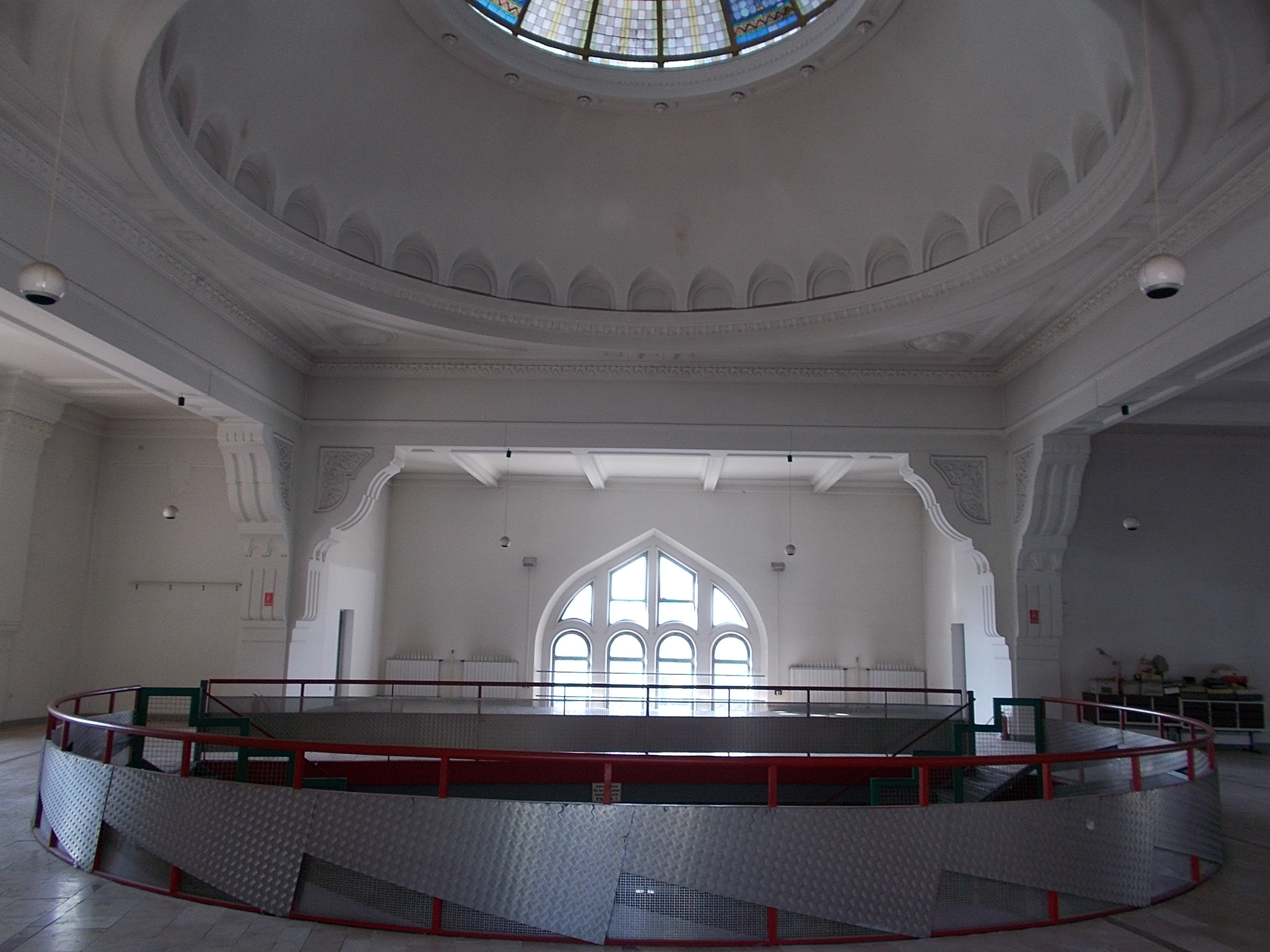
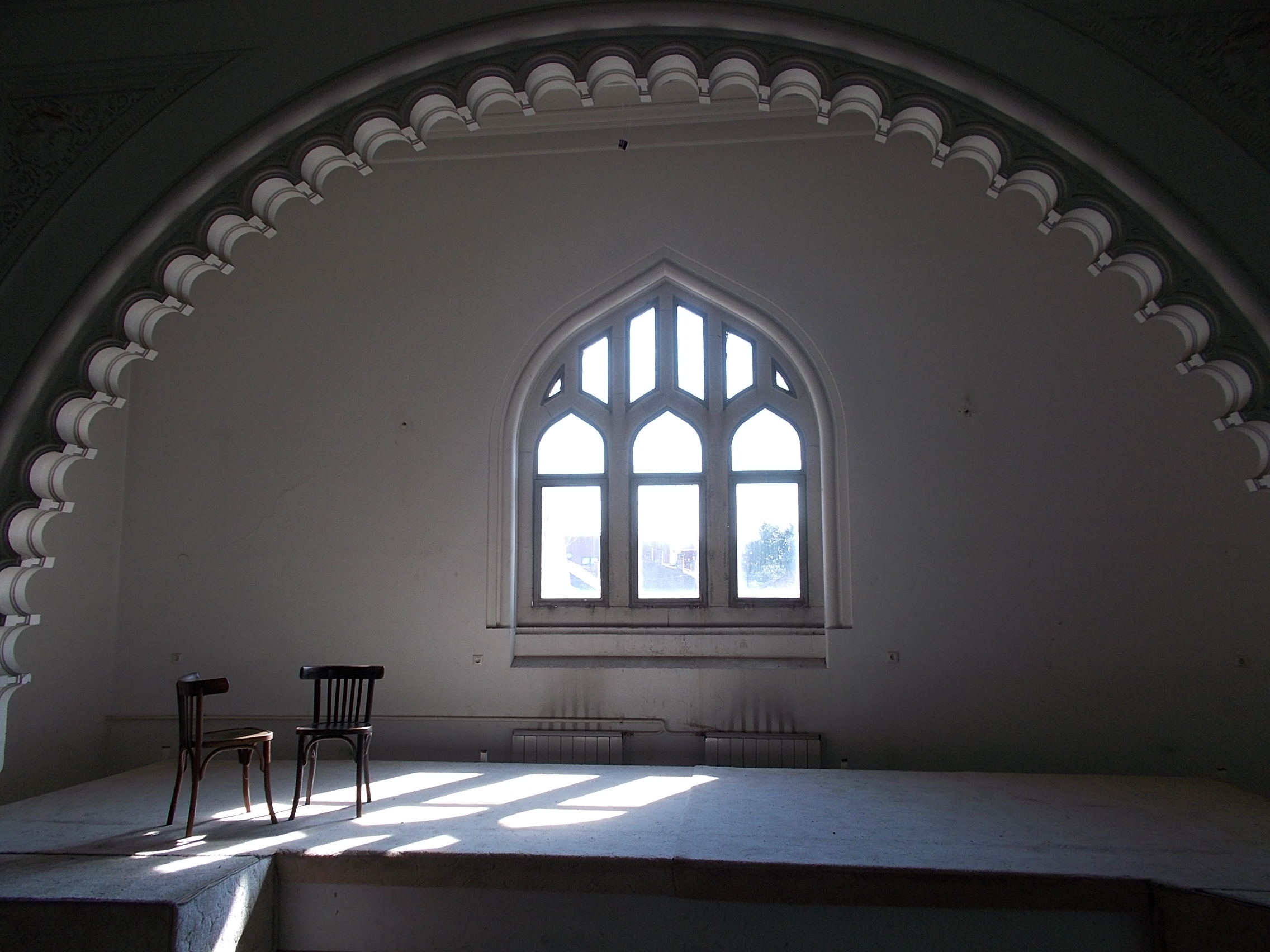
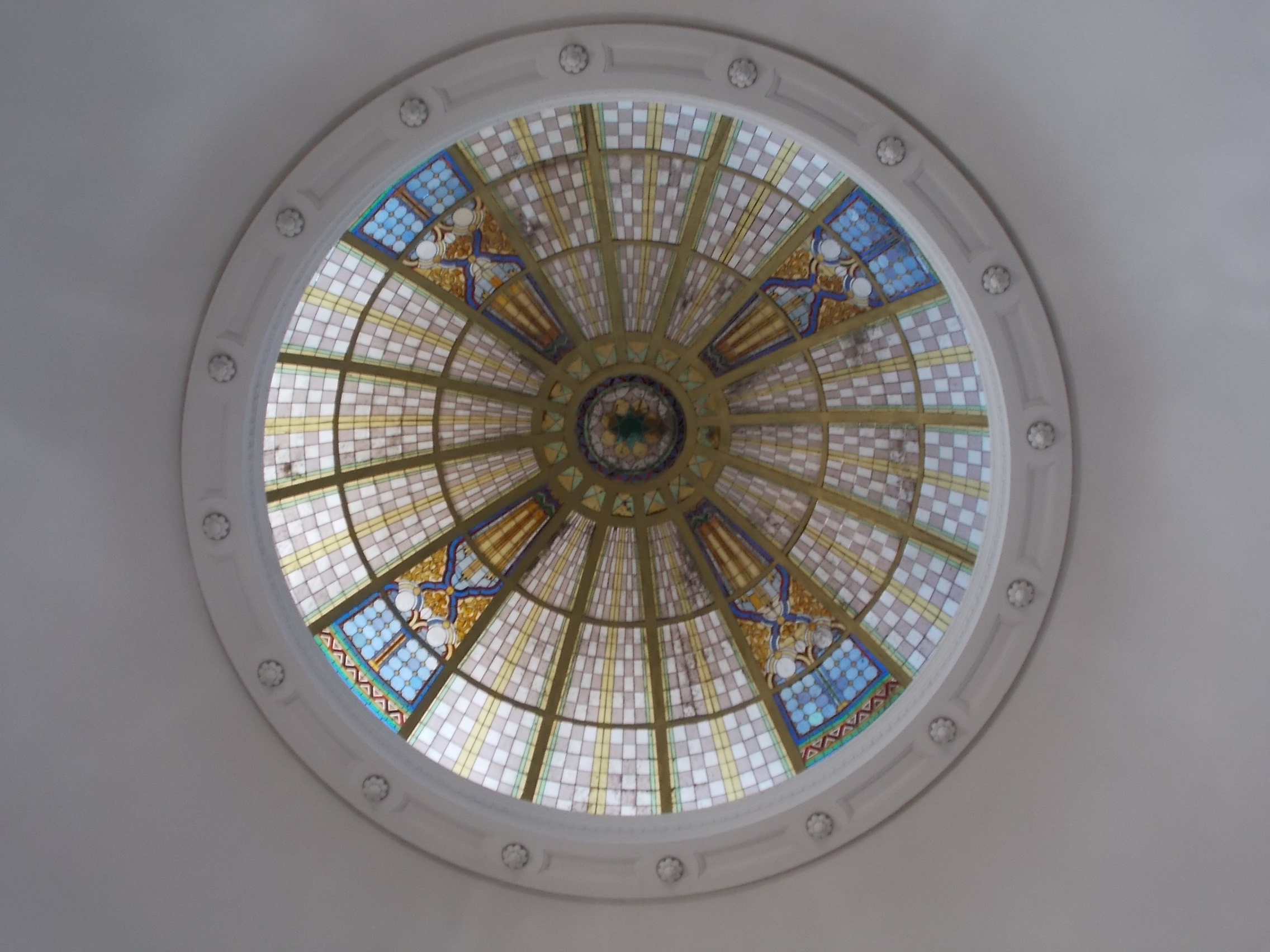
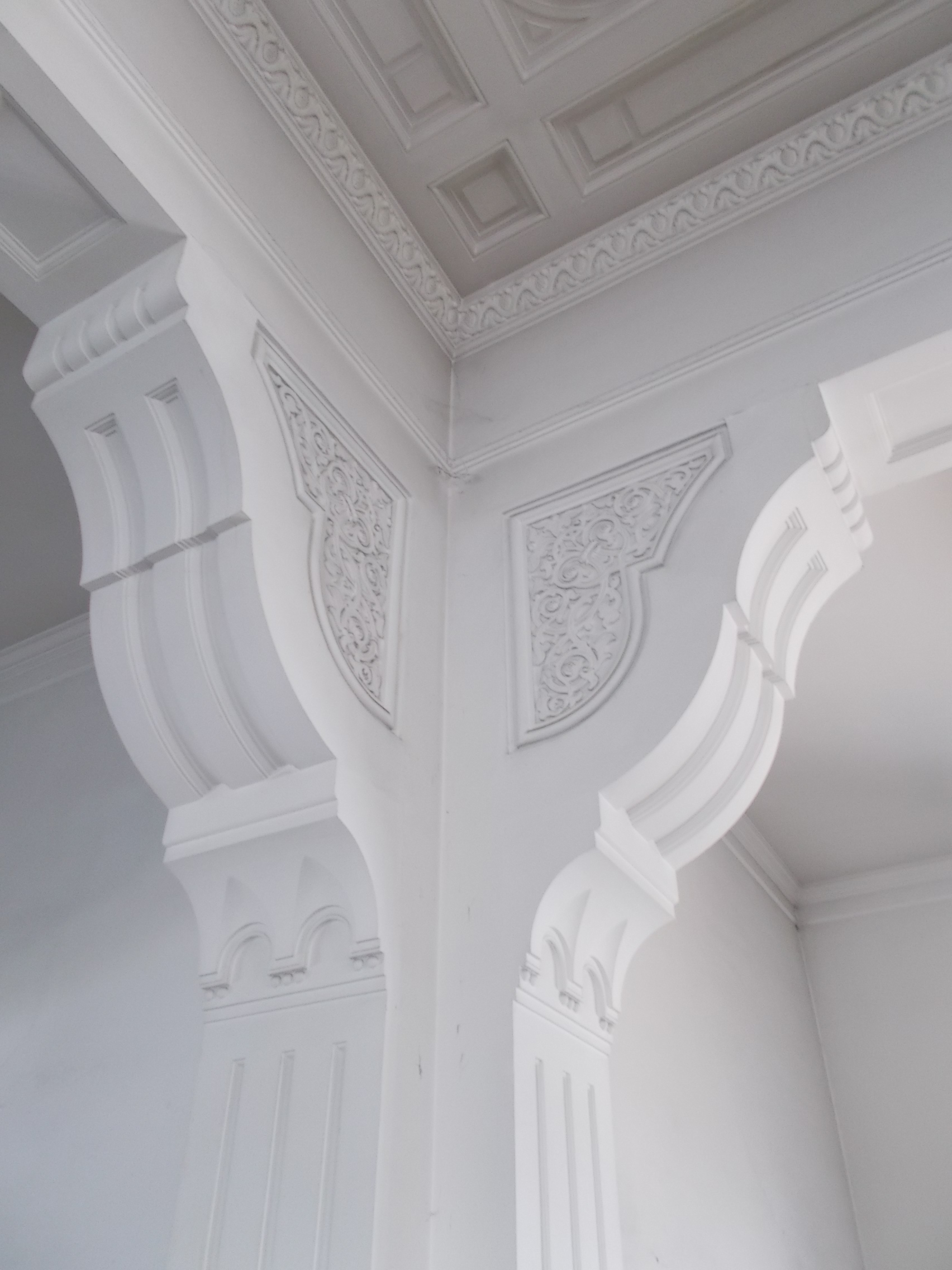
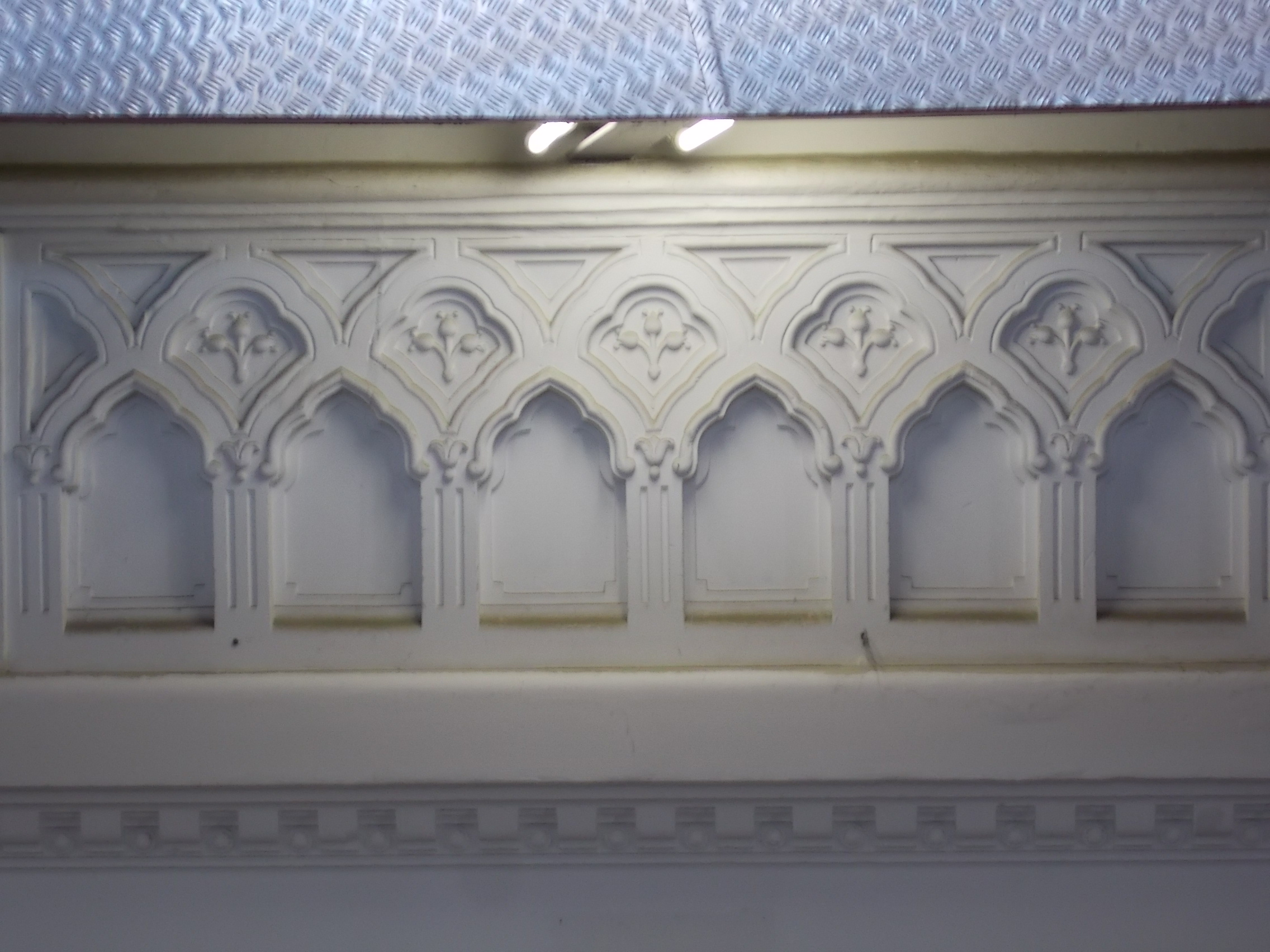